# Stictopisthus hapaliae
Stictopisthus hapaliae är en stekelart som först beskrevs av Rao 1953.  Stictopisthus hapaliae ingår i släktet Stictopisthus och familjen brokparasitsteklar. Inga underarter finns listade i Catalogue of Life.